# St. Franziska Romana (Hochbrück)

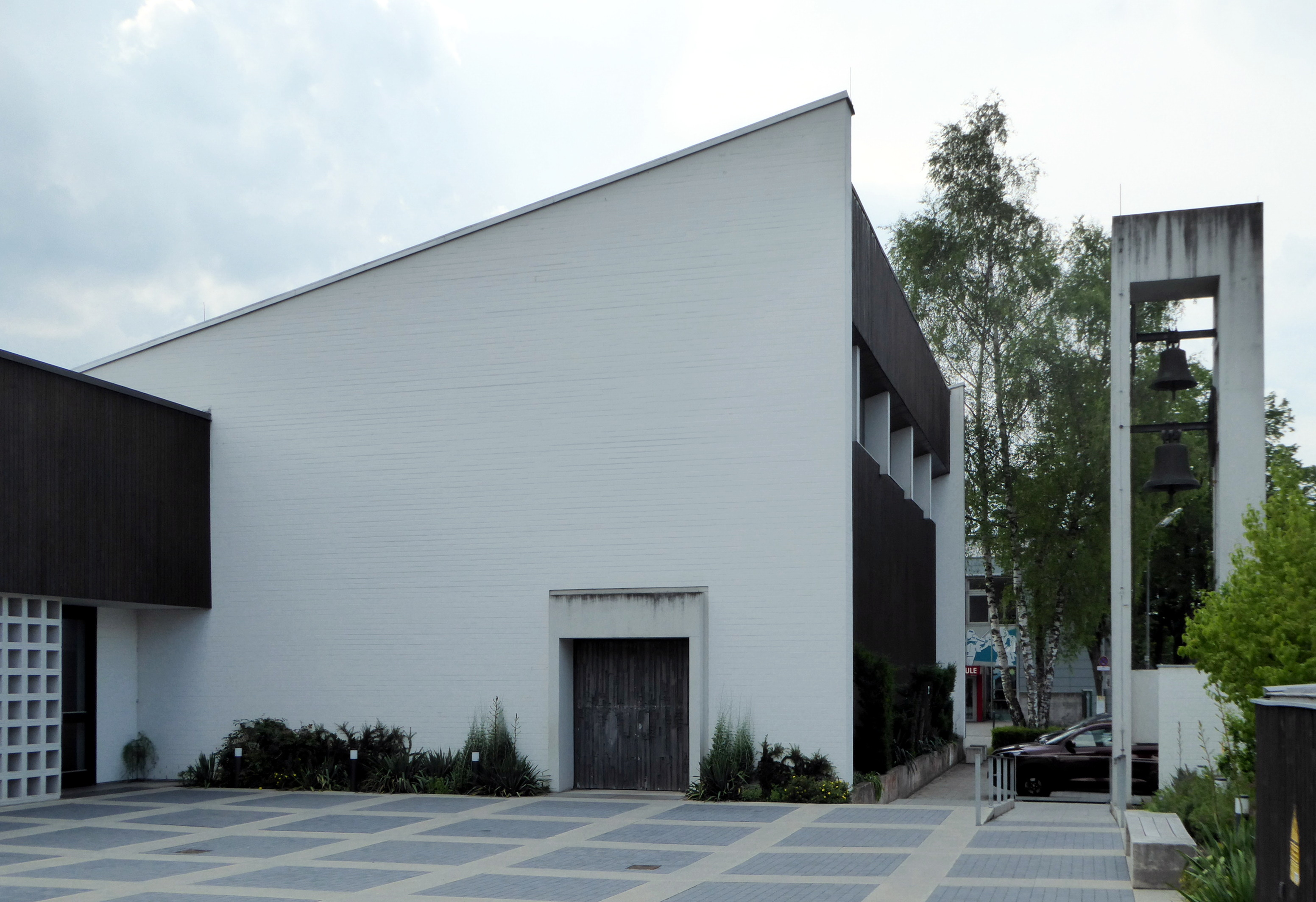
Außenansicht der Filialkirche St. Franziska Romana von Nordosten, im Vordergrund der Kirchenplatz (2017)

Die römisch-katholische Filialkirche St. Franziska Romana in Hochbrück, einem Stadtteil von Garching bei München, ist ein schlichtes, modernes Kirchengebäude, das ab 1969 erbaut und 1971 geweiht wurde. Hochbrück ist eine Filiale der Pfarrei St. Severin in Garching, die wiederum dem Dekanat Freimann des Erzbistums München und Freising angehört. Die Kirche und das angeschlossene Gemeindezentrum liegen unmittelbar am Schleißheimer Kanal.
Patrozinium ist am 9. März.

## Geschichte
In Hochbrück gab es zwei Höfe und Barackenanlagen, die während des Zweiten Weltkriegs vom nationalsozialistischen Regime genutzt wurden. Nach dem Krieg dienten sie zuerst als Kriegsgefangenenlager, dann als Notunterkünfte für Heimatvertriebene. Ab 1949 entstanden anstelle des Lagers die ersten Eigenheime in Hochbrück, ab 1958 die ersten Wohnblocks. Mit der Ansiedlung der ersten Gewerbebetriebe kam es erneut zu einem Entwicklungsschub für Hochbrück.
Bereits ab 1950 fanden in der ehemaligen Kantine des Lagers katholische Gottesdienste für die Heimatvertriebenen statt. Außerdem wurde ein sonntäglicher Kirchenbus nach Garching eingerichtet. Am Pfingstmontag 1958 konnte die Notkirche Zu den Heiligen Engeln durch den Münchner Prälaten Michael Hartig geweiht werden, die zuvor einer Münchner Pfarrei als provisorisches Domizil gedient hatte. Dort war sie nach Fertigstellung des Kirchenbaus ab- und in Hochbrück wieder aufgebaut worden.
Im Jahr 1964 erwarb die Garchinger Kirchenverwaltung den späteren Kirchenplatz in Hochbrück vom Freistaat Bayern. 1967 wurde für die Filialgemeinde Hochbrück ein eigener Pfarrausschuss (heute Pfarrgemeinderat) gegründet. In der Nacht vom 25. auf den 26. November 1967 brannte die hölzerne Notkirche ab, vermutlich wegen Brandstiftung. Die Gottesdienste wurden daraufhin in einem Raum der Volksschule Hochbrück abgehalten.
Bereits im Mai 1968 begannen jedoch die Planungen für einen soliden Kirchenbau mit 200 Sitzplätzen in Hochbrück. Dafür wurde der Architekt Hans Knapp-Schachleiter aus Unterhaching ausgewählt. Die Baukostenschätzung für die Kirche, einen Pfarrsaal mit Bibliotheksraum, eine Mesnerwohnung und einen Kindergarten belief sich auf rund 1,35 Millionen D-Mark. Baubeginn war am 7. Juli 1969, Grundsteinlegung am 23. November 1969 durch Prälat Anton Meier. Bereits im November 1970 konnte der Kindergarten seinen Betrieb aufnehmen, zu Weihnachten 1970 wurde der Pfarrsaal seiner Nutzung übergeben und zu Ostern 1971 war die neue Kirche fertiggestellt. Am 16. Mai weihte Kardinal Julius Döpfner das Hochbrücker Kirchenzentrum ein.
Im Jahr 2014 musste St. Franziska Romana zum ersten Mal seit der Weihe für mehrere Monate geschlossen werden. In dieser Zeit wurden umfangreiche Renovierungsmaßnahmen durchgeführt. Dabei wurden unter anderem Undichtigkeiten im Dach ausgebessert, sich lösende Bretter an der Holzdecke wieder befestigt, Probleme mit der Elektrik behoben, der Innenraum frisch gestrichen und der Kirchenplatz neu gepflastert.

## Beschreibung
Das moderne Kirchengebäude über quadratischem Grundriss besitzt ein Pultdach und eine dunkelbraune Fichtenholzverkleidung zur Straßenseite hin. Einen Akzent setzt dort auch der freistehende Glockenträger aus Beton. Der rund 20 × 20 Meter große, stützenlose Innenraum wird von vier Stahlbindern überspannt, von denen eine Holzdecke abgehängt ist. Der Raum verjüngt sich nach Süden, also zum Altarraum hin, leicht. Die südliche Rückwand ist als Sichtziegelwand mit eingebauten Apostelleuchtern ausgeführt. Durch ein an dieser Wand anliegendes Oberlichtband erfährt der Kirchenraum eine indirekte Beleuchtung.
Altarinsel, Volksaltar, Tabernakelstele und Fußboden sind aus Travertin gestaltet. Den Tabernakel selbst schuf der Münchner Bildhauer Max Faller. Das Holzkruzifix an der Altarrückwand stammt noch aus der Notkirche Zu den Heiligen Engeln. Es konnte beim Kirchenbrand 1967 unversehrt geborgen werden. Den Altarraum schmückt außerdem – wie in der Garchinger Pfarrkirche – die Kopie einer gotischen Madonna mit Kind, die sogenannte Madonna auf der Säule. Der Kreuzwegzyklus wurde 1973 von Marlene Reidel aus Obergangkofen bei Landshut geschaffen.

## Orgel

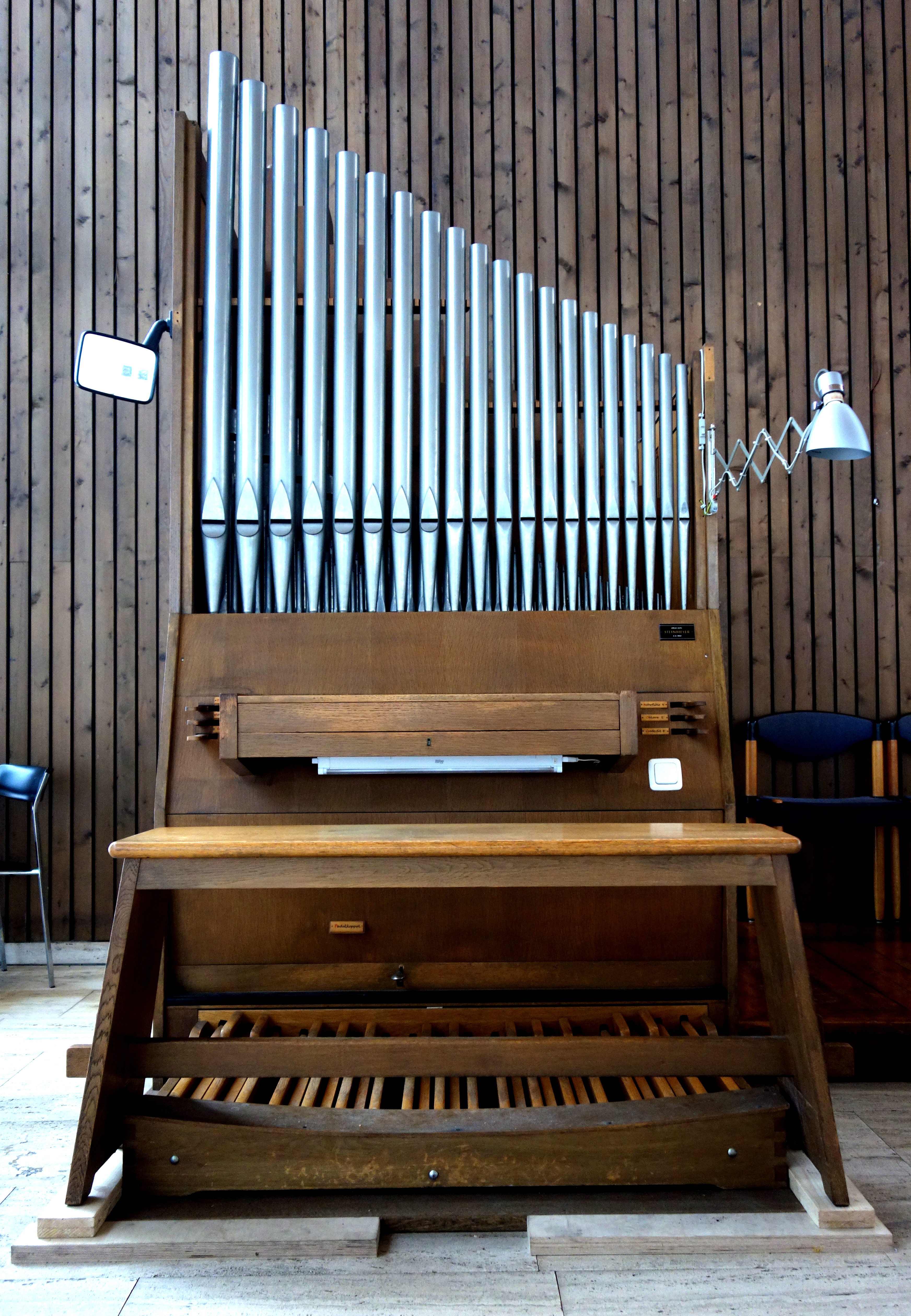
Orgelpositiv

St. Franziska Romana beherbergt eine Kleinorgel mit sechs Registern auf einem Manual und Pedal. Das Schleifladeninstrument mit mechanischen Spiel- und Registertrakturen wurde 1967 von der Firma G. F. Steinmeyer & Co. aus Oettingen geschaffen. Die Disposition lautet wie folgt:
| I Manual C–f3 |                |       |
| 1.            | Gedeckt        | 8′    |
| 2.            | Prinzipal      | 4′    |
| 3.            | Rohrflöte      | 4′    |
| 4.            | Octave         | 2′    |
| 5.            | Scharff II–III | 1 ⁄3′ |

| Pedal C–f1 |        |     |
| 6.         | Subbaß | 16′ |

- Koppel: I/P

## Glocken
1972 wurden die beiden Glocken mit Schlagtönen h1 und d2 von der Glockengießerei Rudolf Perner in Passau geschaffen und in dem kleinen, freistehenden Glockenträger im Außenbereich aufgehängt.